# Kapanga (araña)
Kapanga es un género de arañas araneomorfas de la familia Hahniidae. Se encuentra en Nueva Zelanda.

## Lista de especies
Según The World Spider Catalog 12.0:
- Kapanga alta Forster, 1970
- Kapanga festiva Forster, 1970
- Kapanga grana Forster, 1970
- Kapanga hickmani (Forster, 1964)
- Kapanga isulata (Forster, 1970)
- Kapanga luana Forster, 1970
- Kapanga mana Forster, 1970
- Kapanga manga Forster, 1970
- Kapanga solitaria (Bryant, 1935)
- Kapanga wiltoni Forster, 1970